# Ковалёв, Николай Кузьмич
Николай Кузьмич Ковалёв (5 августа 1918 — 17 марта 1945) — советский военачальник, командир 1126-го стрелкового полка 334-й стрелковой дивизии 2-й гвардейской армии 3-го Белорусского фронта, подполковник. Герой Советского Союза (29 июня 1945, посмертно). Погиб в бою.

## Биография
Николай Ковалёв родился 5 августа 1918 года в деревне Новая Селивановка (ныне — Рогачёвский район Гомельской области Белоруссии). Получил среднее образование, после чего работал техником в депо станции «Жлобин». 
В 1938 году был призван на службу в Рабоче-крестьянскую Красную Армию. 
В 1941 году окончил военно-политическое училище. С августа того же года — на фронтах Великой Отечественной войны. В 1943 году Ковалёв окончил курсы «Выстрел». 
К весне 1945 года подполковник Николай Ковалёв командовал 1126-м стрелковым полком 334-й стрелковой дивизии 2-й гвардейской армии 3-го Белорусского фронта. Отличился во время боёв в Восточной Пруссии.
В марте 1945 года полк Ковалёва прорвал немецкую оборону у Мазурских озёр, нанеся противнику большие потери. Продолжая развивать наступление, полк преодолел пять линий вражеских траншей и минные поля, после чего вышел к деревне Ленхефен (ныне не существует, находилась в 37 километрах к северо-западу от нынешнего Багратионовска). В районе этой деревни Ковалёв, действуя вместе с небольшой группой бойцов своего полка, уничтожил и взял в плен несколько десятков солдат и офицеров противника, захватил 6 артиллерийских орудий и 14 пулемётов. 
17 марта 1945 года подполковник Ковалёв погиб в бою. Похоронен в городе Багратионовск Калининградской области.
Указом Президиума Верховного Совета СССР от 29 июня 1945 года подполковник Николай Ковалёв посмертно был удостоен высокого звания Героя Советского Союза. 
Также был награждён орденами Ленина, Красного Знамени, Отечественной войны I и II степеней, медалью.

## Память
- В честь Н. К. Ковалёва названы улицы в Жлобине (Гомельская область) и Багратионовске (Калининградская область).
- В 2008 году именная доска в честь Н. К. Ковалёва установлена на административном здании Жлобинского вагонного депо, где до войны трудился легендарный комполка[1][2].
- Именем Николая Ковалёва названа также пионерская дружина ГУО "Гимназия № 1 г. Жлобина".
- Имя Н. К. Ковалёва на Аллее Героев в Жлобине (Гомельская область).
- В музее ГУО "Кировская средняя школа Жлобинского района" района создана экспозиция, посвящённая героическому земляку.